# Canton de Pont-de-Chéruy
Le canton de Pont-de-Chéruy est une ancienne division administrative française située dans le département de l'Isère et la région Rhône-Alpes.

## Géographie
Ce canton était organisé autour de Pont-de-Chéruy dans l'arrondissement de La Tour-du-Pin. Son altitude variait de 179 m (Villette-d'Anthon) à 287 m (Janneyrias) pour une altitude moyenne de 222 m.

## Histoire
Le canton de Pont-de-Chéruy existe depuis le 1er août 1968.
La loi no 67-1205 du 29 décembre 1967 modifie les limites du département du Rhône : vingt-huit communes du département de l'Isère lui sont rattachées.
Sept communes de l'ancien canton de Meyzieu changent ainsi de département, tandis que les six autres demeurent dans l'Isère et forment un nouveau canton dont Pont-de-Chéruy est le chef-lieu. Du fait des modifications des limites départementales induites par cette loi, ce nouveau canton n'était pas contigu aux autres cantons de l'arrondissement de Vienne. 
La superficie du canton est de 6 217 ha et sa population de 21 920 habitants en 1992. Ce canton du Nord-Isère se compose de six communes : Anthon, Charvieu-Chavagneux, Chavanoz, Janneyrias, Pont-de-Chéruy et Villette-d'Anthon.

## Administration
| Période | Période | Identité        | Étiquette    | Qualité |
| ------- | ------- | --------------- | ------------ | --- |
| 1968    | 1988    | Paul Chenguélia | CIR puis PS  | Dessinateur Maire de Pont-de-Chéruy (1970-1989)                                                                      |
| 1988    | 2015    | Gérard Dézempte | RPR puis UMP | Gestionnaire de collège Maire de Charvieu-Chavagneux (depuis 1983) Élu en 2015 dans le Canton de Charvieu-Chavagneux |

## Composition
Le canton de Pont-de-Chéruy regroupait six communes et comptait 22 374 habitants (recensement de 1999 sans doubles comptes).
| Nom                        | Code Insee | Intercommunalité                  | Superficie (km2) | Population (dernière pop. légale) | Densité (hab./km2) |
| -------------------------- | ---------- | --------------------------------- | ---------------- | --------------------------------- | ------------------ |
| Pont-de-Chéruy (chef-lieu) | 38316      | CC Lyon Saint-Exupéry en Dauphiné | 2,51             | 5 420 (2014)                      | 2 159              |
| Anthon                     | 38011      | CC Lyon Saint-Exupéry en Dauphiné | 8,82             | 1 041 (2014)                      | 118                |
| Charvieu-Chavagneux        | 38085      | CC Lyon Saint-Exupéry en Dauphiné | 8,65             | 8 695 (2014)                      | 1 005              |
| Chavanoz                   | 38097      | CC Lyon Saint-Exupéry en Dauphiné | 8,24             | 4 486 (2014)                      | 544                |
| Janneyrias                 | 38197      | CC Lyon Saint-Exupéry en Dauphiné | 10,52            | 1 674 (2014)                      | 159                |
| Villette-d'Anthon          | 38557      | CC Lyon Saint-Exupéry en Dauphiné | 22,80            | 4 782 (2014)                      | 210                |

## Démographie
| 1975   | 1982   | 1990   | 1999   | 2006   | 2011   | 2012   |
| ------ | ------ | ------ | ------ | ------ | ------ | ------ |
| 15 039 | 18 448 | 21 975 | 22 374 | 23 082 | 24 273 | 24 888 |